# Stärkesmarkssjön
Stärkesmarkssjön är en sjö i Vännäs kommun i Västerbotten och ingår i Umeälvens huvudavrinningsområde. Sjön är 8,4 meter djup, har en yta på 0,767 kvadratkilometer och befinner sig 148 meter över havet. Sjön avvattnas av vattendraget Kvarnbäcken. Vid provfiske har abborre, gers, gädda och mört fångats i sjön.

## Delavrinningsområde
Stärkesmarkssjön ingår i det delavrinningsområde (710840-169216) som SMHI kallar för Mynnar i Tvärån. Medelhöjden är 176 meter över havet och ytan är 23,43 kvadratkilometer. Det finns inga avrinningsområden uppströms utan avrinningsområdet är högsta punkten. Kvarnbäcken som avvattnar avrinningsområdet har biflödesordning 3, vilket innebär att vattnet flödar genom totalt 3 vattendrag innan det når havet efter 55 kilometer. Avrinningsområdet består mestadels av skog (71 procent). Avrinningsområdet har 1,03 kvadratkilometer vattenytor vilket ger det en sjöprocent på 4,4 procent.